# Honeywell HTS900
Le Honeywell HTS900 est un turbomoteur produit par le constructeur américain Honeywell Aerospace. Propulsant des hélicoptères, il produit des puissances dans la gamme des 1 000 ch.

## Généralités
Le HTS900 a été conçu comme une évolution du moteur à succès Lycoming LTS101, qu'il est d'ailleurs amené à remplacer.
Lors de la Heli Expo de 2005, à Anaheim, le directeur général de Bell Helicopter Mike Redenbaugh a annoncé que le HTS900 serait installé dans le Bell 407, créant ainsi le 407X. L'installation de ce moteur dans cet hélicoptère devait lui donner une amélioration de son rapport poids/puissance de 26 %, et une augmentation de puissance en environnements chauds de plus de 40 % (35 % en conditions normales). En raison d'une puissance supérieure, le coût d'entretien direct par cheval-vapeur de puissance est diminué d'environ 50 % par rapport au LTS101.
Le HTS900 comporte de nombreuses améliorations par rapport à son prédécesseur, parmi lesquelles un compresseur centrifuge à deux étages, un refroidissement poussé des éléments du générateur de gaz, ainsi qu'un double système de gestion FADEC,. Le temps de service entre deux révisions majeures était initialement de 3 000 heures, mais il devrait passer à 5 000 heures dans un futur proche.
Sur le 407X, la puissance maximale au décollage sera de 925 ch, alors que la puissance en régime de croisière sera de 837 ch. Ces puissances sont obtenues à un régime de 6 317 tr/min.
Bien que le LTS101 ait équipé le HH-65 Dolphin, version « américanisée » du Dauphin de Sud-Aviation, il semblerait que des problèmes de fiabilité sur ce moteur aient poussé les Américains à choisir l'Arriel plutôt que le HTS900 pour remotoriser leurs appareils.

## Applications
- Bell ARH-70 Arapaho
- Kopter SH09